# Diploaspis muelleri
Diploaspis muelleri ist eine ausgestorbene Art aus der Ordnung Chasmataspidida innerhalb der Kieferklauenträger (Chelicerata).

## Merkmale
Das Prosoma ist fast rechteckig und endet in kurzen, leicht nach innen gebogenen Stacheln. Das 1. opisthosomales Segment (Sklerit) besitzt eine einzelne Reihe von runden Tuberkeln, die sich über die komplette Länge ziehen. Das Preabdomen ist fast rechteckig in seiner Form, etwa genauso groß wie das Prosoma und am wenigsten, im Gegensatz zum restlichen Körper, mit runden Tuberkeln versehen. Der hintere Rand des Preabdomen ist konkav. Das Postabdomen verjüngt sich leicht nach hinten hin und ist mit länglichen Tuberkeln verziert. Der Telson ist abgerundet und endet in einem kleinen Stachel.

## Etymologie
Das Artepitheton wurde zu Ehren von Peter Müller gewählt, welcher das erste Exemplar der Art fand.

## Fundorte
Insgesamt 4 Exemplare der Art wurden bei Hombach im Westerwald, Rheinland-Pfalz in Deutschland gefunden.

## Systematik
Diploaspis muelleri ist ein Vertreter der Familie Diploaspididae aus der Ordnung Chasmataspidida.